# Білоус Антон Андрійович
Білоус Антон Андрійович (нар. 28 (16) січня 1892, Батурин Конотопського повіту Чернігівської губернії— пом. 6 квітня 1955, Нью-Йорк) — український видавець на еміграції, лікар Армії УНР під час Української революції.

## Життєпис
Білоус Антон Андрійович народився в Батурині 28 (16) січня 1892 року в родині місцевого козака Андрія Федоровича Білоуса та його дружини Параскеви Прокопівни. Хрещений в батуринській Воскресенській церкві 29 січня. За юліанським календарем це 17 січня і саме це число нерідко помилково вказують в біографіях як дату народження.
Брав участь у Визвольних змаганнях, був старшим лікарським помічником 1-го Сірожупанного полку Армії УНР. 16 травня 1919 року він потрапив до польського полону. Білоус разом з іншими сірожупанниками утримувався у таборі військовополонених у Ковелі, звідки пізніше був переведений до табору у Вадовицях. Через нестерпні антисанітарійні умови перебування у таборах разом з другом Василем Проходою погодився вступити на службу до Добровольчої армії. Обоє були відправлені до Російського комітету у Варшаві. По прибутті до Варшави Білоус і Прохода втекли від білогвардійців і знайшли полковника УНР Пузицького, який допоміг їм легалізуватись.
У серпні 1919 року Білоус і Прохода виїхали до Кам'янця-Подільського. 29 вересня Антон Андрійович написав рапорт про поновлення на військовій службі. За наказом начальника Кам'янецької залоги був відправлений до Дунаївців для організації праці полонених більшовиків на суконній фабриці. У грудні 1919-го виїхав до Шатави, дорогою захворів на тиф. Після одужання у 1920 році служив лікарським помічником та тимчасово виконуючим обов'язки діловода медичної канцелярії Армійського польового шпиталю імені Омеляновича-Павленка. За участь у Визвольних змаганнях нагороджений Хрестом Симона Петлюри № 939.
По завершенні збройної боротьби УНР лікар був інтернований у Каліші. У 1922 році Білоус погодився на пропозицію представників радянського посольства виїхати до України. Під час етапування відстав від ешелону поворотців у районі Ківерець на Волині. За допомогою друзів Антон Андрійович влаштувався на роботу лікарем неподалік Луцька.
З початком Другої світової війни Білоус переїхав до Львова, де 1942 року розпочав видавницьку діяльність. У 1943 році він одружився із вдовою репресованого українського драматурга Євгена Плужника Галиною у Львові. У 1946 році працював у Аугсбурзі (Німеччина). 1949 року Білоус виїхав до США. У Нью-Йорку разом із Юрієм Тищенком-Сірим він створив «А.Білоус- Ю.Тищенко. Видавнича спілка» (під її маркою видано повне зібрання творів Лесі Українки (12 томів), а потім, після смерті Тищенка, з О. Балинським і Криловим спілку, яку за аналогією до харківського об'єднання назвали «Книгоспілкою». У видавництві побачили світ твори Михайла Коцюбинського, Івана Франка, словник Голоскевича, англо-український та українсько-англійський словник Михайла Подвезька, перевидання десятитомника «Історія України-Руси» та «Історія української літератури» Михайла Грушевського.
Білоус — один з членів Фундації УВАН у США. Помер Антон Андрійович у Нью-Йорку 6 квітня 1955 року.